# Erich Berko
Erich Berko (Ostfildern, 6 settembre 1994) è un calciatore tedesco, centrocampista del Bylis Ballsh.